# St. Nikolaus und Magdalena (Linsen)

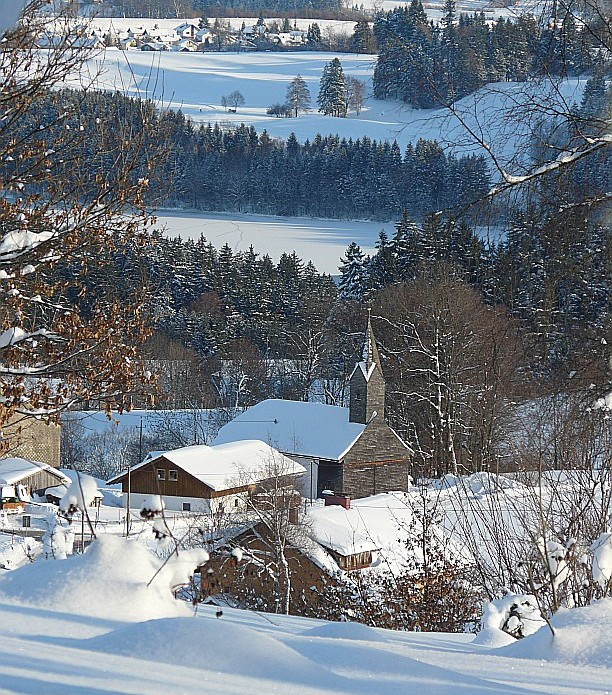
Kirchlein von Linsen mit Niedersonthofener See von Nordwesten

St. Nikolaus und Magdalena ist eine römisch-katholische Kapelle aus dem 14. Jahrhundert im Dorf Linsen bei Niedersonthofen in Waltenhofen im Landkreis Oberallgäu.

## Geschichte

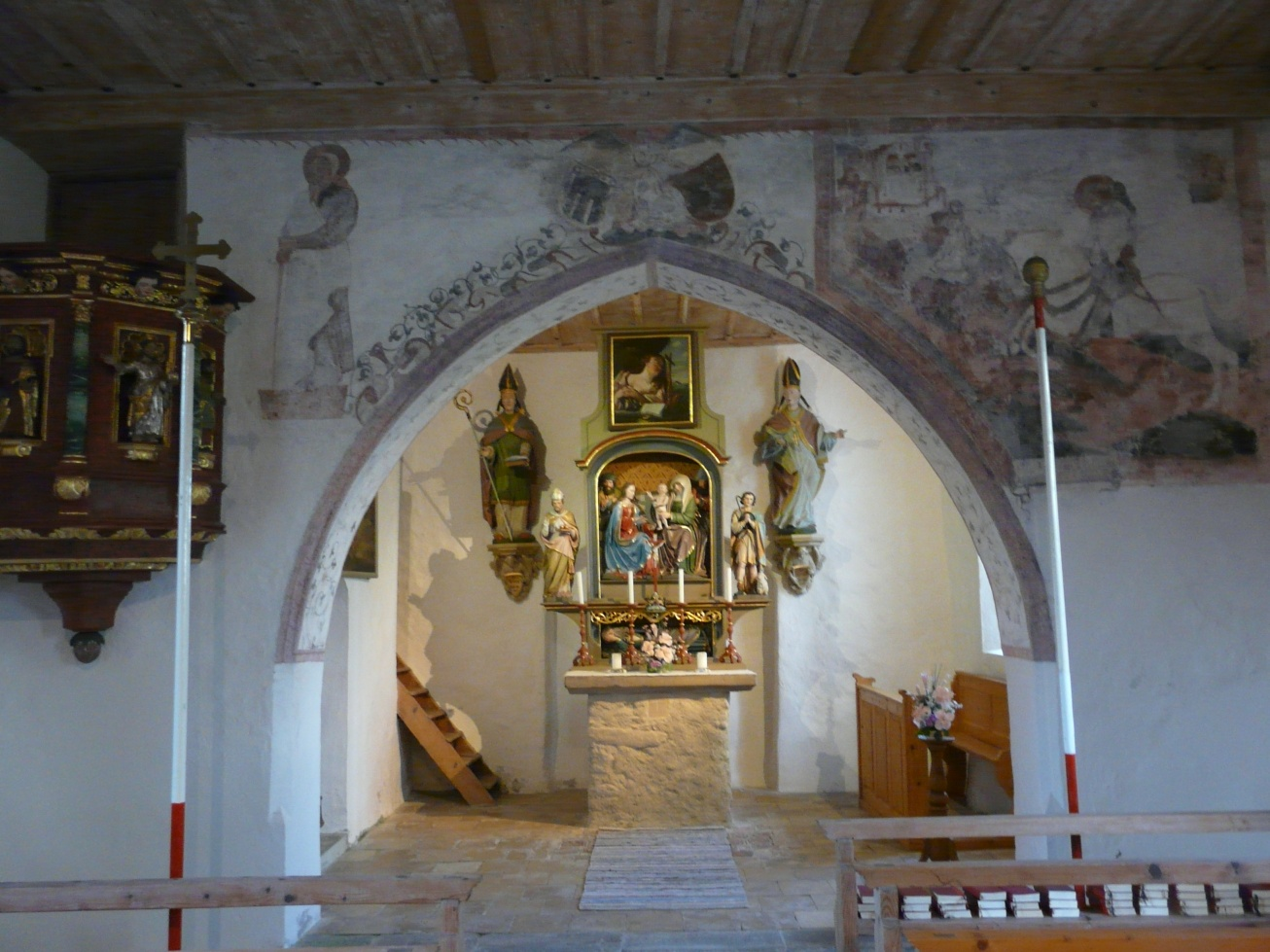
Blick in den Innenraum mit Kanzel, Altar und den Fresken im Chorbogen

Das gotische Kirchenbauwerk  wurde im 14. Jahrhundert unter den Herren von Rottenstein zu Linsen unweit deren Burg erbaut.
Im Jahre 1439 stifteten Rudolf und Heinrich von Montfort ein Benefizium nach Linsen. 1597 ging die Kirche in das Patronat des Freiherrn Königsegg-Rothenfels zu Immenstadt über.
Im Laufe der Jahrhunderte erfolgten mehrmals Umgestaltungen des Innenraums, so wurden die Fresken mindestens zweimal erneuert und zuletzt bei der Renovierung 1824 wie auch die Holzdecke weiß übertüncht.
Von 1984 bis 1987 wurde die Kapelle mit hohem persönlichen und finanziellen Einsatz der Einwohner der umliegenden Dörfer restauriert, wobei die historischen Fresken wiederentdeckt wurden. Einige Jahre zuvor wurden sechs kunsthistorisch wertvolle Heiligenfiguren gestohlen. Seitdem wacht eine Alarmanlage über die Kunstschätze.
Zum Patrozinium (Hl. Nikolaus am 6. Dezember) findet jährlich eine Messfeier statt.

## Beschreibung
Der rechteckige Chor hat ein gotisches Spitzbogenfenster an der Südseite und im Osten ein kleines Schlitzfenster in einer flachen, segmentbogigen Bodennische. Auf der Nordseite die wohl im 17. Jahrhundert angebaute Sakristei mit Bretterdecke. Darüber und anschließend das Oratorium mit Zugang zur Kanzel.
Das Schiff mit zwei Spitzbogenfenstern auf der Südseite und einem wohl nachträglich eingebrochenen Spitzbogenfenster auf der Nordseite. Im Schiff und Chor sind einfache Bretterdecken mit profilierten Deckleisten angebracht, eine Arbeit des späten 17. Jahrhunderts. Die Westempore über drei gefasten Unterzugbalken mit Brettbalusterbrüstung des späten 17. Jahrhunderts.

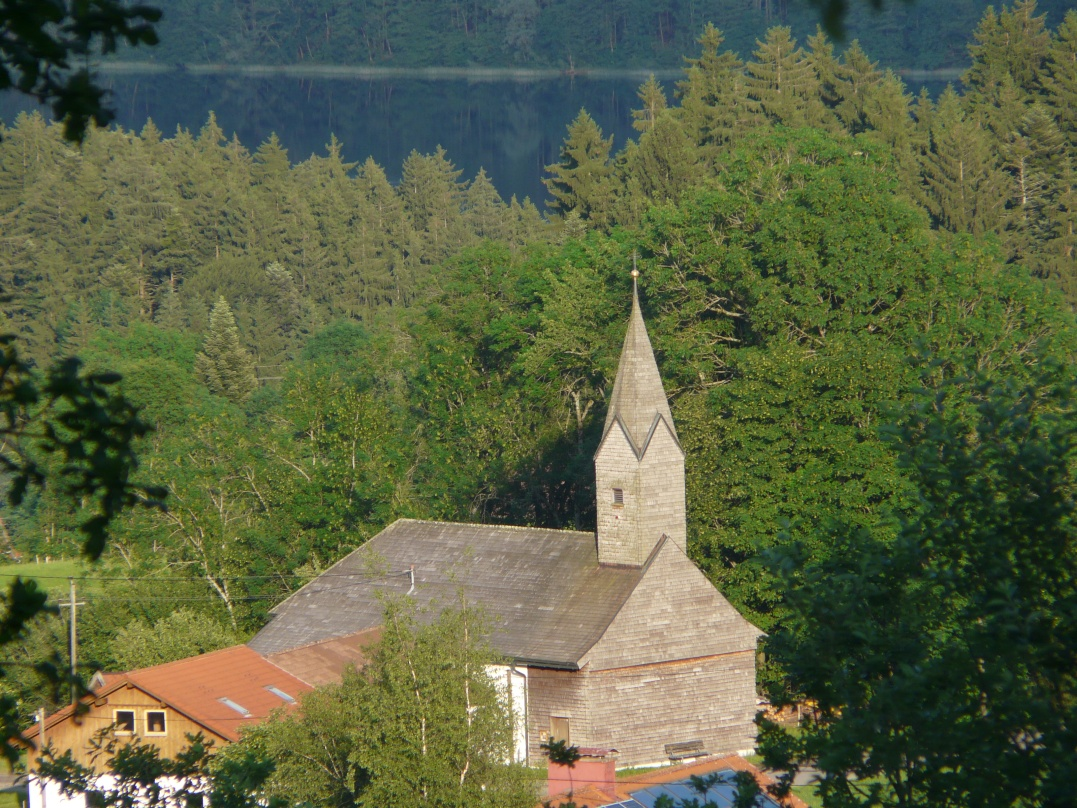
Kapelle Linsen mit Vorzeichen

Das westliche Vorzeichen (Vorbau) aus Holz in der Flucht der Schiffsmauern ist ein verschindelter Ständerbau mit Aufgang zur Empore und Turm, darüber ein quadratischer verschindelter Dachreiter mit kleinem achteckigem Spitzhelm des späten 19. Jahrhunderts.
Der gotische Dachstuhl ist auch über dem Vorbau einheitlich durchgehend, der Dachreiter über dem Vorbau eine verbretterte Holzkonstruktion aus vier kreuzweise verstrebten Ständern des 16./17. Jahrhunderts.
Das Baumaterial ist verputztes Roll- und Bruchsteinmauerwerk mit grober Eckquaderung.
Die Sandsteinfassung des Portals ist in den Seitenteilen gotisch. Der Schlussstein enthält die Inschrift S/Nikolaus/ora pro/nobis/MDCCLX/XXXVII (Heiliger Nikolaus bitte für uns/1797).
Am Eingang befindet sich ein muschelförmiges Weihwasserbecken aus Sandstein mit gotischem Ornament.
Der Altarblock ist aus Bruchsteinen gemauert und mit einer Sandsteindeckplatte versehen.

## Ausstattung

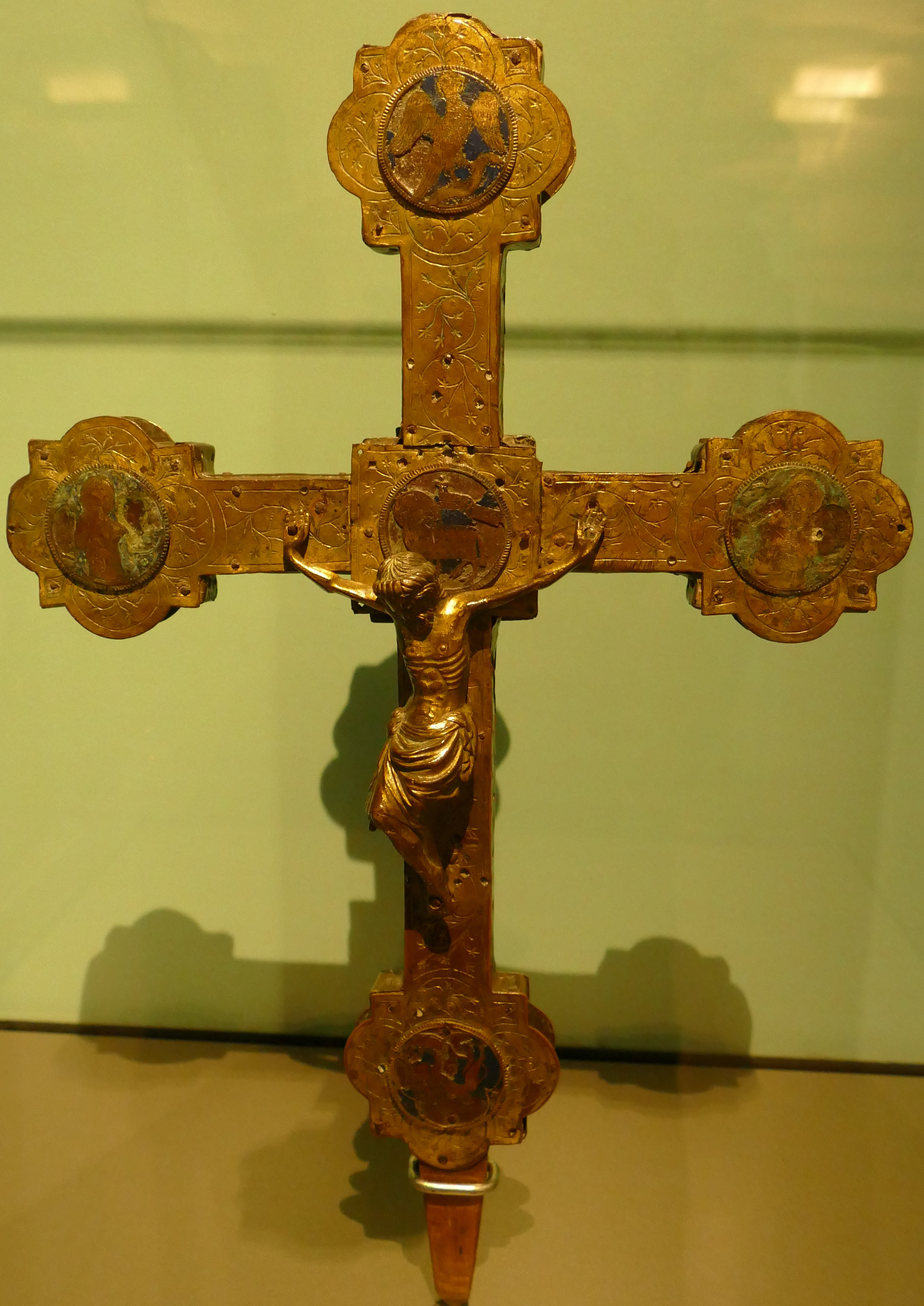
Vortragekreuz aus Linsen, vergoldetes Kupferblech, Email und Bronze, 1. Viertel 14. Jahrhundert (im Allgäu-Museum im Kornhaus Kempten)

Der spätgotische Schreinaltar vom Anfang des 16. Jahrhunderts zeigt die heilige Sippe. Links davon der heilige Nikolaus, rechts der heilige Wendelin. Das Ölbild vom Ende des 18. Jahrhunderts über dem Altar zeigt die Kirchenpatronin Maria Magdalena.
Die ursprünglichen Seitenfiguren sind jetzt an der Rückseite des Chors, bäuerliche Holzfiguren des 17. Jahrhunderts, ursprünglich heilige Nikolaus und heilige Martin, jetzt die Heiligen Ulrich und Konrad.
Weitere Bilder: Die Kreuzwegstationen 19. Jahrhundert, Schweißtuch Christi um 1800 und Brustbilder der 12 Apostel, 18. Jahrhundert. Sie wurden 1901 aus der abgegangenen Kapelle Suiters übernommen.
An der Schiffsnordwand ein Kruzifix aus Holz, ehemaliges Vortragekreuz von 1510.
Ein vergoldeter Kupferkelch des späten 17. Jahrhunderts. Ein Kreuzpartikel geschnitzt und vergoldet vom Ende des 18. Jahrhunderts.
Die Kanzel von 1680 stammt aus der Pfarrkirche St. Alexander und Georg in Niedersonthofen.
Aus der Kirche in Linsen stammt ein gotisches Vortragekreuz des mittleren 14. Jahrhunderts, Holzkern mit vergoldetem Kupferblech, beschlagen mit eingravierten Rauten, zugehörigem gegossenem Korpus und blau emaillierten Rundmeddalions mit Reliefs. Es befindet sich derzeit im Heimatmuseum Kempten.

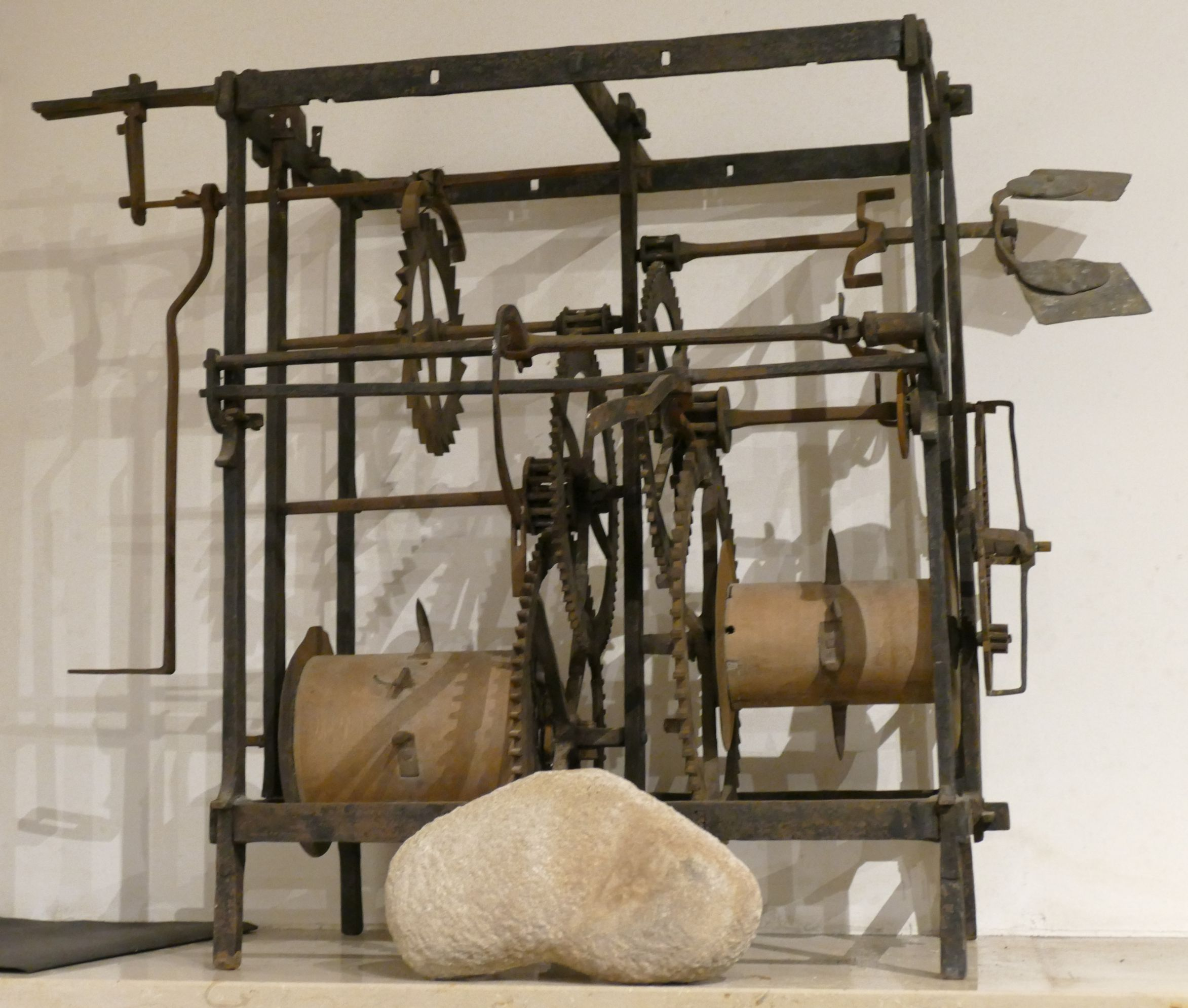
Turmuhrwerk aus Linsen, vor 1659

Im Turm befand sich eine mechanische Turmuhr. Sie befindet sich jetzt im Turmuhrenmuseum in Mindelheim. Da sie erkennbar auf das erst 1659 erfundene Pendel umgestellt wurde, stammt sie ursprünglich aus der Zeit davor.

## Fresken
Die Wände des Innenraums sind mit drei Schichten von Fresken gotischer und barocker Stilrichtung bzw. Zeitstellung geschmückt.

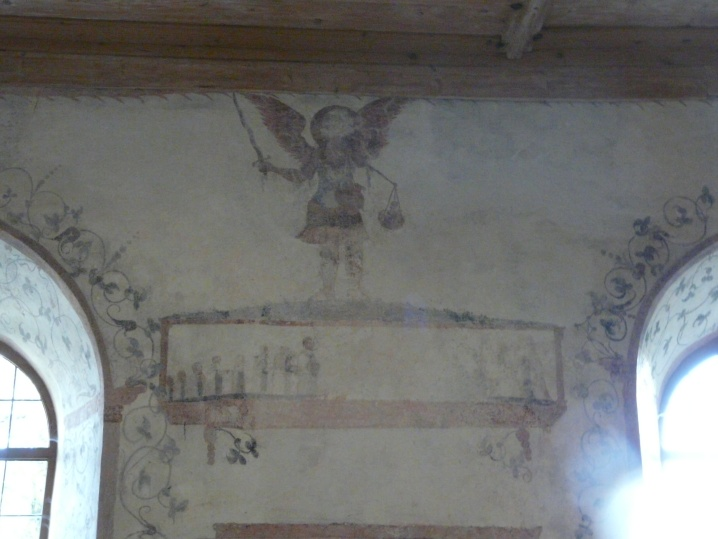
Hl. Michael mit Schale der Gerechtigkeit. Gotisches Fresko

Am Chorbogen links der heilige Paulus, mittig das Wappen der Herren von Montfort, rechts der heilige Georg auf weißem Pferd mit Drachen auf dem Weg zu einer Burg.
Gotisch sind auch an der Südseite die Fensterlaibungen und St. Michael mit der Schale der Gerechtigkeit.
Barocke Fresken vom heiligen Nikolaus, heiligen Josef und der Maria Magdalena befinden sich links und rechts vorne an der Wand.
Unter dem Epitaph befinden sich romanische Fresken (bruchstückhaft die Kreuzigung Christi mit Maria unterm Kreuz, die Grablegung und „hinabgestiegen zu den Toten“).

## Glocken

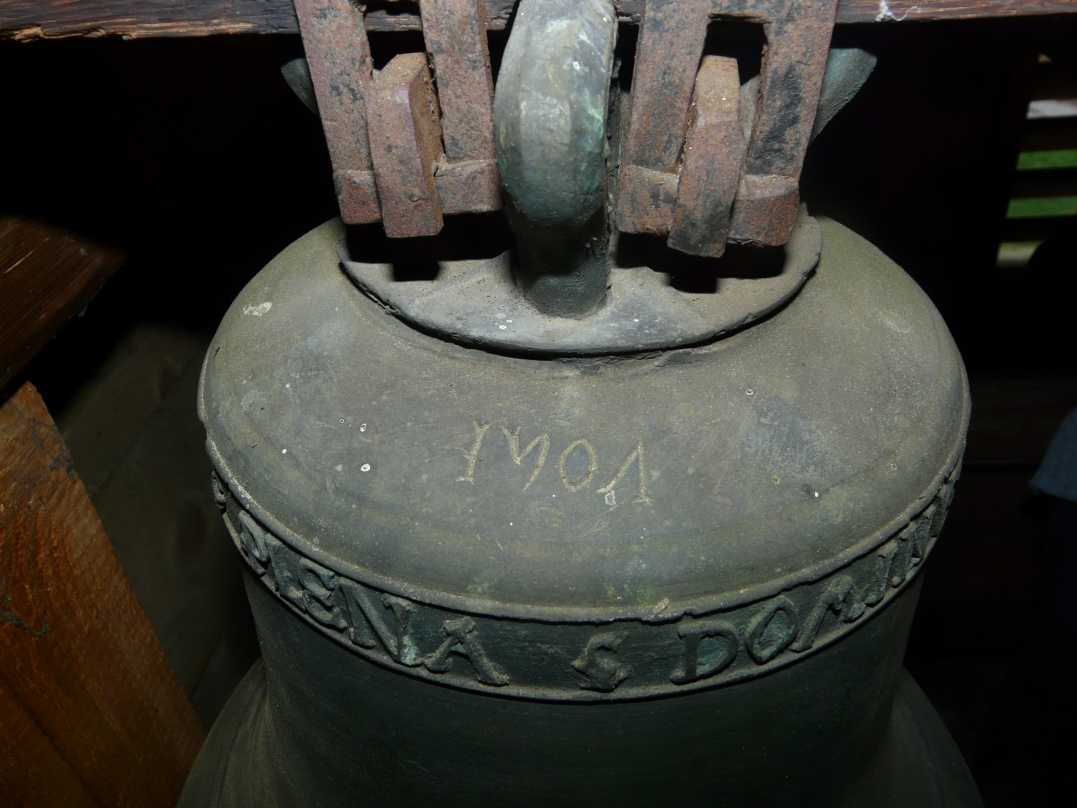
Glocke im Kirchturm von Linsen mit eingravierter Jahreszahl 1507

Die erste Glocke mit einer hakenkreuzähnlichen Gravur und der Jahreszahl 1507 hat die Schulterumschrift + AVE . MARIA . GRACIA . PLENA . DOMINVS . TECVM. Sie entspricht nach Thurm der Glocke von 1506 in St. Anna in Augsburg und wäre somit dem Glockengießer Sebald Schönmacher zuzuweisen.
Die zweite, etwas größere um 1500 entstandene Glocke trägt die Umschrift + AVE + MARIA + GRACIA + PLENA.

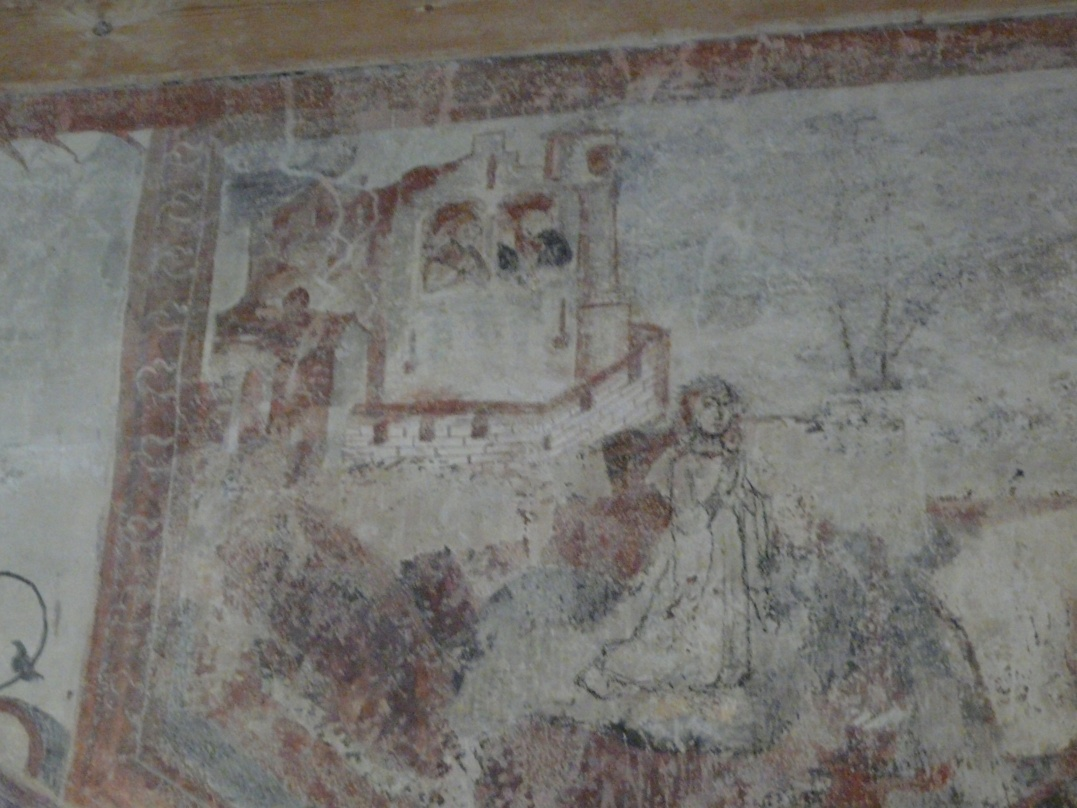
Darstellung der Burg im gotischen Fresko
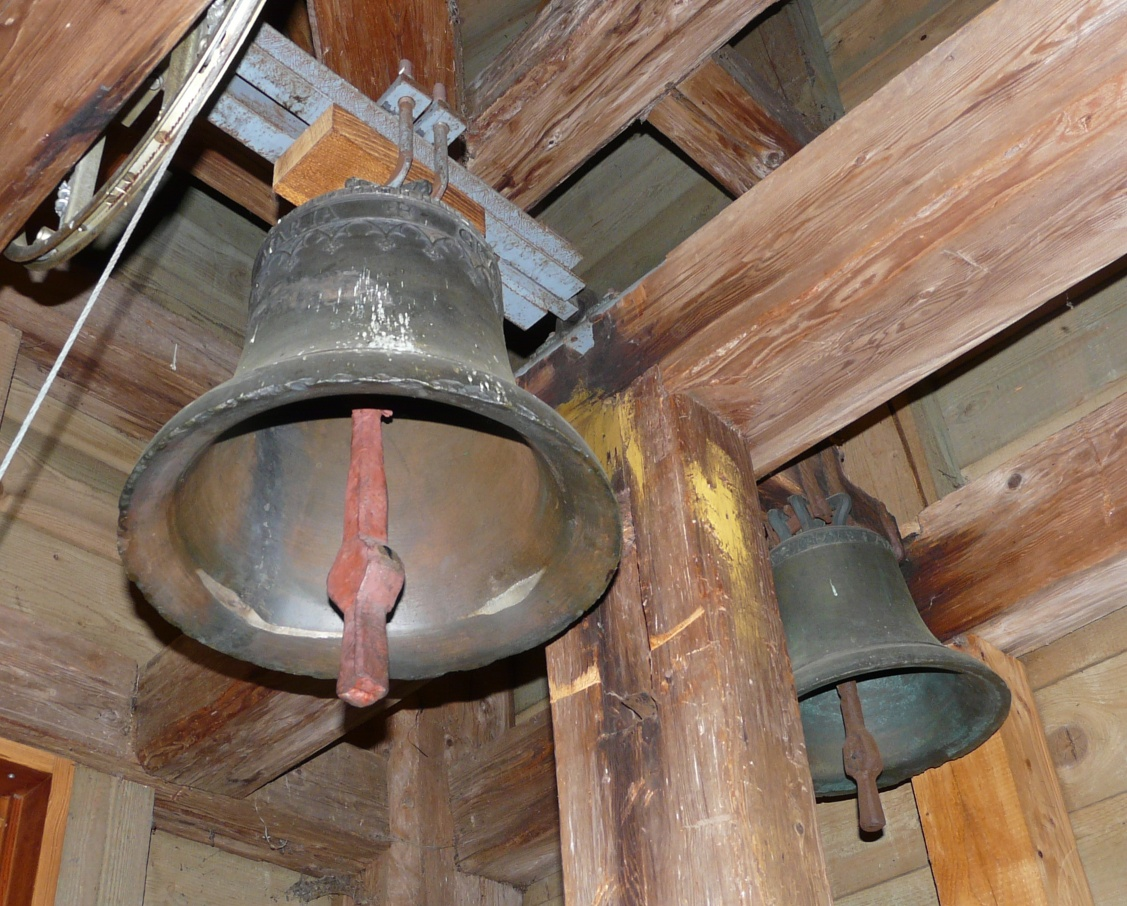
Geläut der Kapelle Linsen
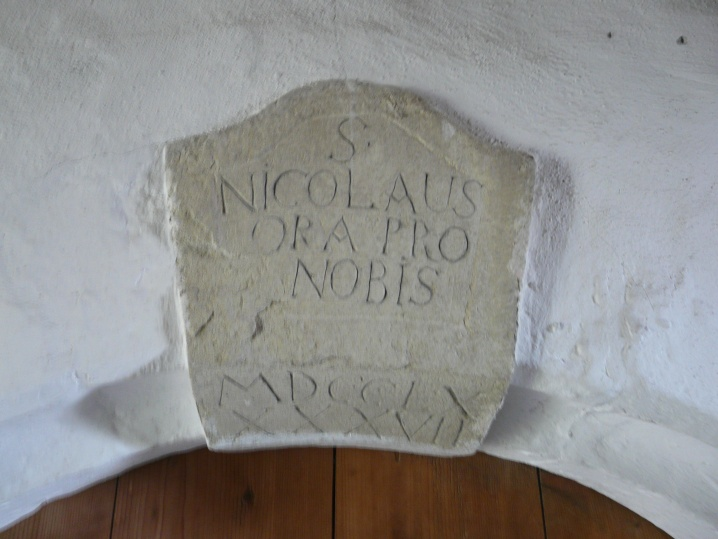
Schlussstein des Portalbogens
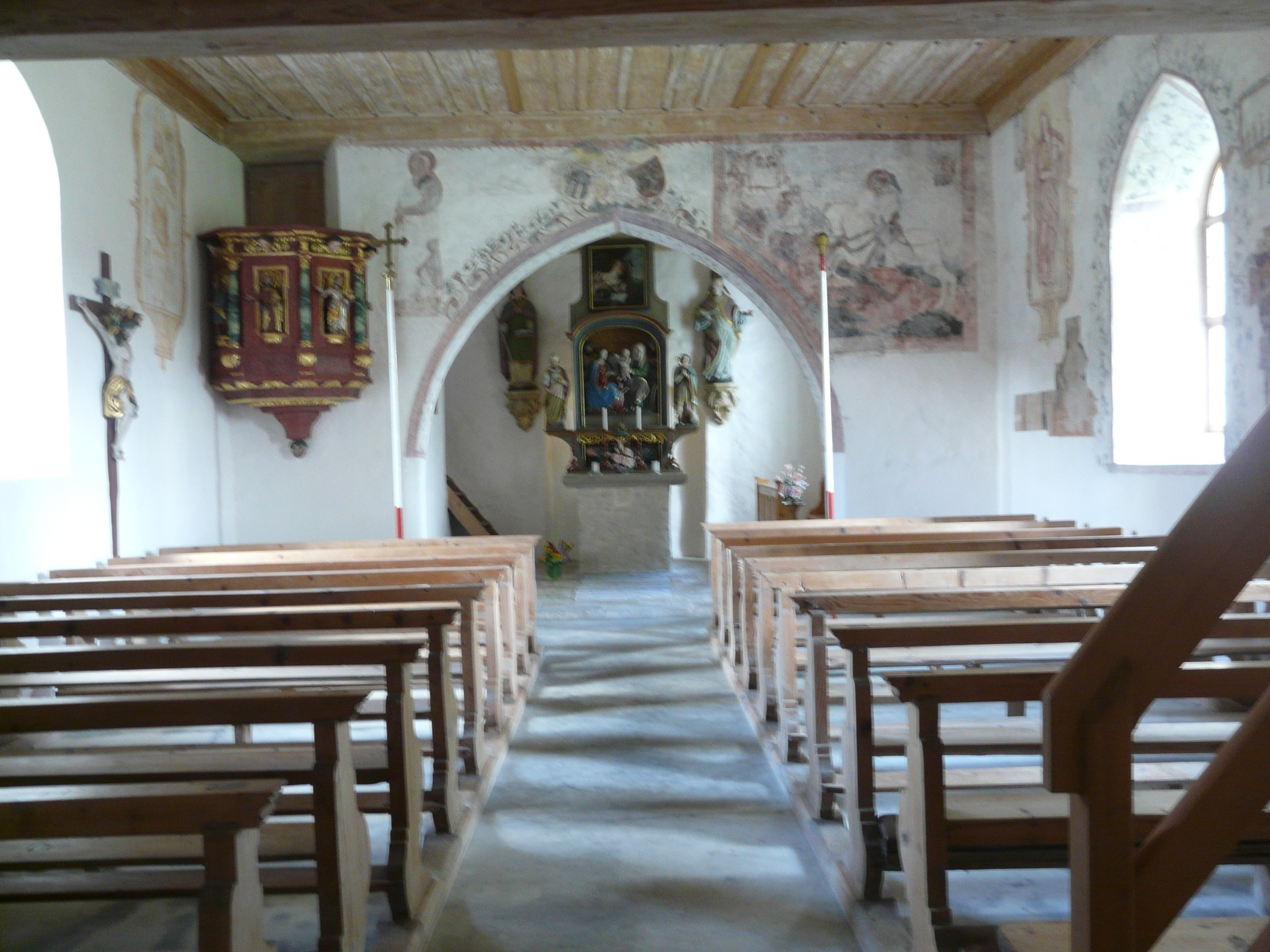
Innenraum der Kapelle
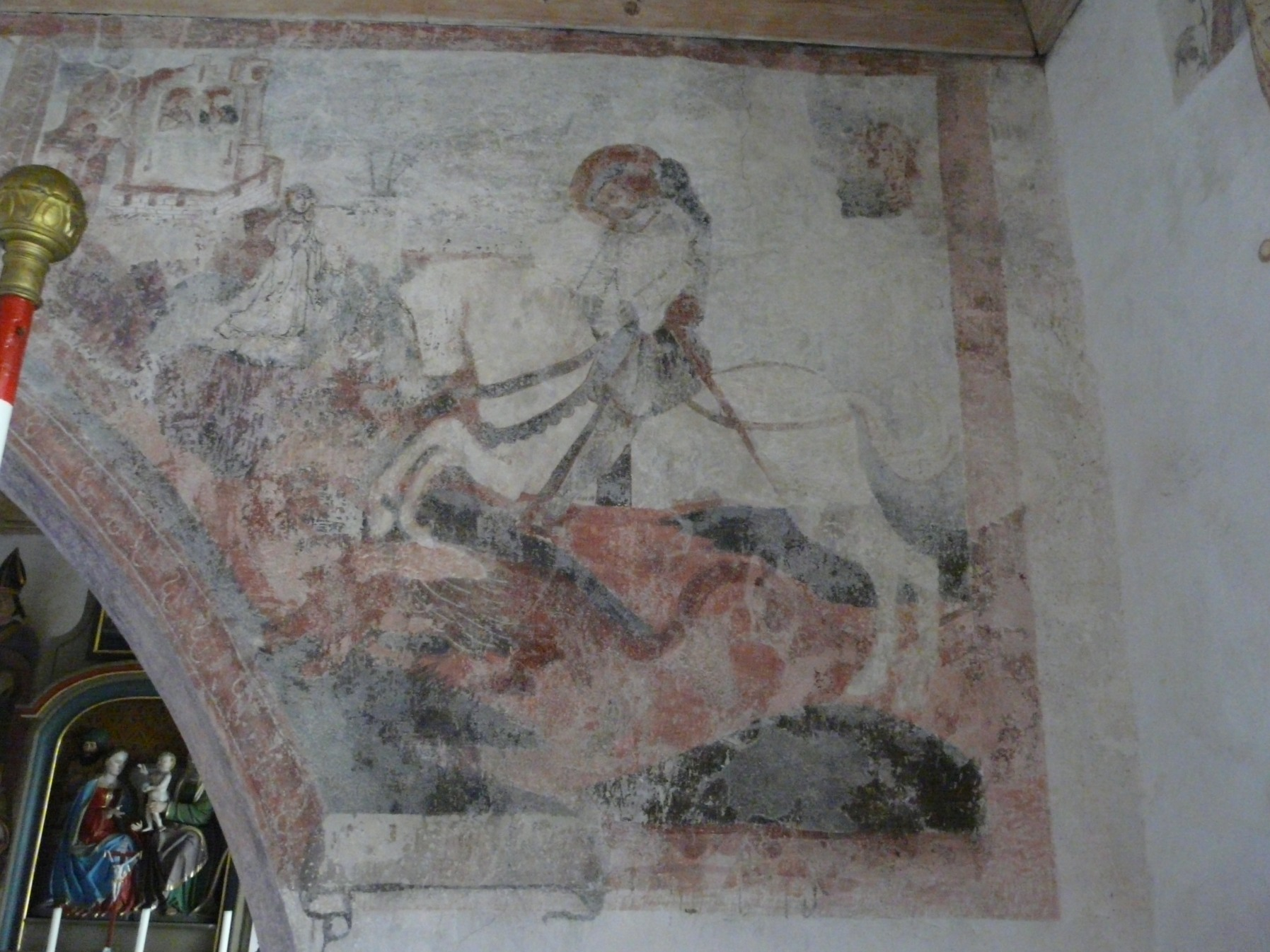
Gotisches Fresko St Georg mit Drache auf dem Weg zu einer Burg